# Anna Hannoverská
Anna, královská princezna a kněžna z Oranžska (2. listopadu 1709, Herrenhausen u Hannoveru – 12. ledna 1759, Haag), byla druhé dítě a nejstarší dcera krále Jiřího II. Britského a jeho manželky Karoliny z Ansbachu. Byla manželkou Viléma IV., knížete z Oranžska, prvního dědičného místodržitele všech sedmi provincií severního Nizozemska. Od roku 1751 až do své smrti v roce 1759 byla regentkou Nizozemska a vykonávala rozsáhlé pravomoci jménem svého syna Viléma V. Byla známá jako anglofilka díky své anglické výchově a rodinným vztahům, ale nedokázala přesvědčit Nizozemskou republiku, aby vstoupila do sedmileté války na straně Britů.[zdroj?] Princezna Anna byla druhou dcerou britského panovníka, která měla titul královská princezna. V Nizozemsku byla oslovována jako Anna van Hannover.

## Biografie

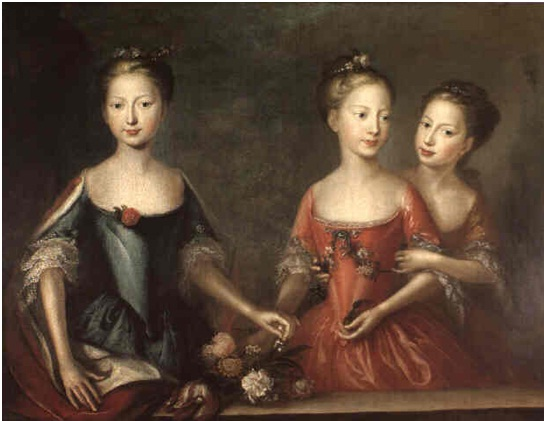
Anna se svými mladšími sestrami Amélií a Karolinou (1721)

Anna se narodila jako druhé dítě a nejstarší dcera pozdějšího krále Velké Británie Jiřího II. a jeho manželky Karoliny z Ansbachu. Narodila se v kurfiřtském paláci Herrenhausen u Hannoveru; pět let poté, v roce 1714, se její děd (Jiří Ludvík, hannoverský kurfiřt) stal králem Anglie jako Jiří I. Anna se stala brunšvicko-lüneburskou princeznou. V roce 1727 britský trůn zdědil její otec jako Jiří II.
30. srpna roku 1727 Jiří II. udělil Anně jako své nejstarší dceři titul Princess Royal. V roce 1642 tehdejší král Karel I. Stuart udělil tento titul své nejstarší dceři Marii (pozdější oranžská kněžna, matka Viléma III. Oranžského). Poté se titul přestal užívat až do panování Jiřího II.

## Manželství
25. března roku 1734 se Anna provdala za Viléma IV. Oranžského, oranžského knížete, prvního dědičného místodržícího Republiky Spojených provincií nizozemských. Anna se zřekla všech anglických titulů a začala užívat tituly svého manžela. Z manželství vzešlo pět potomků, čtyři děvčata a nejmladší chlapec, z nich pouze třetí dcera a syn se dožili dospělosti:
- 1. mrtvě narozená dcera (*/† 19. 12. 1736 Leeuwarden)[2]
- 2. mrtvě narozená dcera (*/† 22. 12. 1739 Leeuwarden)[3]
- 3. Karolína Oranžsko-Nasavská (28. 2. 1743 Leeuwarden – 6. 5. 1787 Kirchheimbolanden)[4]
⚭ 1760 Karel Kristián Nasavsko-Weilburský (16. 1. 1735 Weilburg – 28. 11. 1788 Kirchheim), od narození do roku 1753 hrabě Nasavsko-Weilburský,poté až do své smrti první kníže Nasavsko-Weilburský[5]
- 4. Anna Oranžsko-Nasavská (15. 11. 1746 – 29. 12. 1746)[6]
- 5. Vilém V. Oranžský (8. 3. 1748 Haag – 9. 4. 1806 Braunschweig), princ oranžský, poslední nizozemský místodržitel v letech od roku 1751 až do své smrti[7]
⚭ 1767 Vilemína Pruská (7. 8. 1751 Berlín – 9. 6. 1820 Apeldoorn), rodem pruská princezna[8]

## RegentkaFríska
Annin manžel zemřel v roce 1751 a Anna se stala regentkou ve jménu jejich tříletého syna Viléma V. Zpočátku byla dobrou správkyní jeho dědictví, dokázala činit rychlá a dobrá rozhodnutí, posléze se však stala despotickou a nepředvídatelnou. Regentkou zůstala až do své smrti v roce 1759. Po ní se regentkou stala její tchyně Marie Luisa Hesensko-Kasselská a když v roce 1765 zemřela i ona, nahradila ji Vilémova starší sestra Karolina. V roce 1766 dosáhl Vilém věku 18 let a funkce regenta zanikla jako nepotřebná.

## Vývod z předků
|                  |                                     |  |                                      |                                     |  |  |  |  |  |  |  | Jiří Brunšvicko-Lüneburský |
|                  |                                     |  |                                      |                                     |  |  |  |  |  |  |  |                            |
|                  | Arnošt August Brunšvicko-Lüneburský |  |                                      |                                     |  |  |  |  |  |  |  |                            |
|                  |                                     |  |                                      |                                     |  |  |  |  |  |  |  |                            |
|                  |                                     |  |                                      | Anna Eleonora Hesensko-Darmstadtská |  |  |  |  |  |  |  |                            |
|                  |                                     |  |                                      |                                     |  |  |  |  |  |  |  |                            |
|                  | Jiří I.                             |  |                                      |                                     |  |  |  |  |  |  |  |                            |
|                  |                                     |  |                                      |                                     |  |  |  |  |  |  |  |                            |
|                  |                                     |  |                                      | Fridrich Falcký                     |  |  |  |  |  |  |  |                            |
|                  |                                     |  |                                      |                                     |  |  |  |  |  |  |  |                            |
|                  | Žofie Hannoverská                   |  |                                      |                                     |  |  |  |  |  |  |  |                            |
|                  |                                     |  |                                      |                                     |  |  |  |  |  |  |  |                            |
|                  |                                     |  |                                      | Alžběta Stuartovna                  |  |  |  |  |  |  |  |                            |
|                  |                                     |  |                                      |                                     |  |  |  |  |  |  |  |                            |
|                  | Jiří II.                            |  |                                      |                                     |  |  |  |  |  |  |  |                            |
|                  |                                     |  |                                      |                                     |  |  |  |  |  |  |  |                            |
|                  |                                     |  |                                      | Joachim Arnošt Oettingenský         |  |  |  |  |  |  |  |                            |
|                  |                                     |  |                                      |                                     |  |  |  |  |  |  |  |                            |
|                  | Jiří Vilém Brunšvicko-Lüneburský    |  |                                      |                                     |  |  |  |  |  |  |  |                            |
|                  |                                     |  |                                      |                                     |  |  |  |  |  |  |  |                            |
|                  |                                     |  |                                      | Anna Sibylla Solmsko-Sonnenwaldská  |  |  |  |  |  |  |  |                            |
|                  |                                     |  |                                      |                                     |  |  |  |  |  |  |  |                            |
|                  | Žofie Dorotea z Celle               |  |                                      |                                     |  |  |  |  |  |  |  |                            |
|                  |                                     |  |                                      |                                     |  |  |  |  |  |  |  |                            |
|                  |                                     |  |                                      | Alexandr II. Desmier d'Olbreuse     |  |  |  |  |  |  |  |                            |
|                  |                                     |  |                                      |                                     |  |  |  |  |  |  |  |                            |
|                  | Éléonore Desmier d'Olbreuse         |  |                                      |                                     |  |  |  |  |  |  |  |                            |
|                  |                                     |  |                                      |                                     |  |  |  |  |  |  |  |                            |
|                  |                                     |  |                                      | Jacquette Poussard de Vandré        |  |  |  |  |  |  |  |                            |
|                  |                                     |  |                                      |                                     |  |  |  |  |  |  |  |                            |
| Anna Hannoverská |                                     |  |                                      |                                     |  |  |  |  |  |  |  |                            |
|                  |                                     |  |                                      |                                     |  |  |  |  |  |  |  |                            |
|                  |                                     |  | Joachim Arnošt Braniborsko-Ansbašský |                                     |  |  |  |  |  |  |  |                            |
|                  |                                     |  |                                      |                                     |  |  |  |  |  |  |  |                            |
|                  | Albrecht II. Braniborsko-Ansbašský  |  |                                      |                                     |  |  |  |  |  |  |  |                            |
|                  |                                     |  |                                      |                                     |  |  |  |  |  |  |  |                            |
|                  |                                     |  |                                      | Žofie Solmsko-Laubachská            |  |  |  |  |  |  |  |                            |
|                  |                                     |  |                                      |                                     |  |  |  |  |  |  |  |                            |
|                  | Jan Fridrich Braniborsko-Ansbašský  |  |                                      |                                     |  |  |  |  |  |  |  |                            |
|                  |                                     |  |                                      |                                     |  |  |  |  |  |  |  |                            |
|                  |                                     |  |                                      | Jiří Vilém Brunšvicko-Lüneburský    |  |  |  |  |  |  |  |                            |
|                  |                                     |  |                                      |                                     |  |  |  |  |  |  |  |                            |
|                  | Žofie Markéta Oettingenská          |  |                                      |                                     |  |  |  |  |  |  |  |                            |
|                  |                                     |  |                                      |                                     |  |  |  |  |  |  |  |                            |
|                  |                                     |  |                                      | Éléonore d'Olbreuse                 |  |  |  |  |  |  |  |                            |
|                  |                                     |  |                                      |                                     |  |  |  |  |  |  |  |                            |
|                  | Karolina z Ansbachu                 |  |                                      |                                     |  |  |  |  |  |  |  |                            |
|                  |                                     |  |                                      |                                     |  |  |  |  |  |  |  |                            |
|                  |                                     |  |                                      | Vilém Sasko-Výmarský                |  |  |  |  |  |  |  |                            |
|                  |                                     |  |                                      |                                     |  |  |  |  |  |  |  |                            |
|                  | Jan Jiří I. Sasko-Eisenašský        |  |                                      |                                     |  |  |  |  |  |  |  |                            |
|                  |                                     |  |                                      |                                     |  |  |  |  |  |  |  |                            |
|                  |                                     |  |                                      | Eleonora Dorotea Anhaltsko-Desavská |  |  |  |  |  |  |  |                            |
|                  |                                     |  |                                      |                                     |  |  |  |  |  |  |  |                            |
|                  | Eleonora Sasko-Eisenašská           |  |                                      |                                     |  |  |  |  |  |  |  |                            |
|                  |                                     |  |                                      |                                     |  |  |  |  |  |  |  |                            |
|                  |                                     |  |                                      | Arnošt Saynsko-Wittgensteinský      |  |  |  |  |  |  |  |                            |
|                  |                                     |  |                                      |                                     |  |  |  |  |  |  |  |                            |
|                  | Johana Saynsko-Wittgensteinská      |  |                                      |                                     |  |  |  |  |  |  |  |                            |
|                  |                                     |  |                                      |                                     |  |  |  |  |  |  |  |                            |
|                  |                                     |  |                                      | Lujza Juliana Erbašská              |  |  |  |  |  |  |  |                            |
|                  |                                     |  |                                      |                                     |  |  |  |  |  |  |  |                            |